# Ehe in Fesseln
Ehe in Fesseln (Originaltitel: Queen Bee) ist ein US-amerikanischer Spielfilm, in dem Joan Crawford im Jahr 1955 den einzigen wirklich durch und durch boshaften Charakter ihrer Karriere spielte.

## Handlung
Eva Phillips ist eine vollkommen selbstsüchtige Frau, die niemanden außer sich selber liebt. Ihre Egozentrik und Boshaftigkeit verbirgt sie hinter einer Fassade gleichbleibender Freundlichkeit. Sie ist im Umgang mit anderen die Höflichkeit in Person und erhebt in der Öffentlichkeit nie das Wort. Privat hat sie mit ihrer Rücksichtslosigkeit jedoch ihren reichen Ehemann John in die Trunksucht getrieben. Ihr jüngstes Opfer ist ihre Schwägerin Carol, die mit dem attraktiven Anwalt Judson verlobt ist. Eva verführt Judson und treibt Carol in den Selbstmord. Als sie auch noch das Leben ihrer Cousine Jennifer zerstören will, ergreift Judson die Initiative. Unter einem Vorwand lockt er Eva auf eine Spazierfahrt mit dem Wagen und fährt dann über die Klippen.

## Hintergrund
Joan Crawford hatte nach einem vorübergehenden Nachlassen ihrer Popularität zu Beginn der 1950er ein erneutes Comeback mit Das Haus am Strand gestartet. Sie war zu diesem Zeitpunkt ihrer Karriere immer noch in der Lage, eine Gage von $200.000  pro Film zu verlangen, deutlich mehr als beispielsweise Barbara Stanwyck, Joan Fontaine, Bette Davis oder Claudette Colbert, die höchstens Gagen von $75.000 bekamen.  Der finanzielle Erfolg von Das Haus am Strand ermöglichte es ihr, einen lukrativen Vertrag über drei Filme bei Columbia Pictures auszuhandeln. Produzent sollte Jerry Wald werden, der bereit bei Warner Brothers für ihre größten kommerziellen Erfolge Solange ein Herz schlägt und Hemmungslose Liebe verantwortlich war. Drehbuch und Regie führte Ranald MacDougall, der bereits das Skript für Solange ein Herz schlägt verfasst hatte. Das Studio investierte viel Geld in die Produktionswerte. So wurden die 25 prachtvollen und opulenten Kostüme, die Crawford im Verlauf der Handlung trägt, von Jean Louis entworfen. Dazu kam eine Auswahl guter Nebendarsteller wie Barry Sullavan, Fay Wray und John Ireland. In einem Alter, in dem die meisten anderen gleichaltrigen Konkurrentinnen verhärmte alte Jungfern spielen mussten – wie Katharine Hepburn in Traum meines Lebens oder Der Regenmacher – präsentierte der Film Crawford als sexuell attraktive – und aggressive – Frau, der kein Mann zu widerstehen vermag.
Ehe in Fesseln entstand nach der gleichnamigen Erzählung von Edna L. Lee und bot für Joan Crawford  eine willkommene Abwechslung von den sonst üblichen Rollen, die sie als lang leidende Frau zeigten, die gegen die Vorurteile der Gesellschaft ankämpfen muss. Sie spielt hier den ersten – und einzigen – abgrundtief bösen Charakter ihrer gesamten Laufbahn. Gegenüber Roy Newquist äußerte sie sich Jahre später allerdings negativ über das Image, das ihr seit dem Film anhing:

„Ich bekam die Chance ein abgrundtief böses Miststück zu spielen, ein schlimmeres Miststück als meine Rolle in ‚Die Frauen‘--und das über die gesamte Laufzeit. Ich hasste mich am Ende selber, ehrlich gesagt habe ich während meiner Todesszene gedacht, nur das zu bekommen, was ich verdiente. Es war ein totaler Reinfall. Gelegentlich bekomme ich mit, dass der Titel des Films benutzt wird, um mich zu charakterisieren. Und das ist nicht unbedingt  vorteilhaft.“

## Kritiken
Die meisten Kritiker sahen in dem Film ein wüstes Melodrama, in dem der Tod von Eva als gerechte Strafe nicht eine Minute zu früh einträte.
Bosley Crowther brachte die generelle Meinung in der New York Times auf den Punkt:

„Als Frau eines Südstaatenmüllers, den sie mit ihrer Rücksichtslosigkeit, Selbstsucht und offenen Untreue in Verbitterung und Trunksucht getrieben hat, ist [Miss Crawford] auf dem Höhepunkt von durchtriebener Gemeinheit. Wenn sie am Ende getötet wird, wie sie es verdient, ist das eine wahre Freude und Erleichterung.“

William K. Zinsser in der New York Herald Tribune kam zu einer ähnlichen Einschätzung:

„[Der Film] bezieht sich im Titel auf die Herrin des Bienenstocks, Joan Crawford, die ihre Rivalen tötet um alle Drohnen nur für sich zu haben. […] Miss Crawford spielt ihre Rolle mit so wahrhaftiger Boshaftigkeit, dass wir es kaum erwarten können, sie sterben zu sehen.“

## Auszeichnungen
Der Film ging in die Oscarverleihung 1956 mit Nominierungen in den Kategorien:
- Beste Kamera Schwarzweiß Film – Charles Lang
- Bestes Kostümdesign – Jean Louis